# ジョー・ローガン
ジョー・ローガン（Joe Rogan）ことジョセフ・ジェームズ・ローガン（Joseph James Rogan、1967年8月11日 - ）は、アメリカ合衆国のポッドキャストの司会者、総合格闘技の解説者、コメディアン、俳優、テレビ司会者である。
ローガンが主宰するポッドキャスト番組「ジョー・ローガン・エクスペリエンス」は、世界で最も視聴されているポッドキャストの一つとされており、Forbes発表の、世界で最も稼ぐポッドキャスト配信者ランキングで1位に選出され、Appleからは、月間ダウンロード数で世界1位のポッドキャスト番組に認定されている。2020年にはSpotifyと2億ドル（約270億円）で契約を結び、2024年に新たに2億5000万ドル（約377億円）で契約を更新した。
ローガンは、同性結婚、娯楽ドラッグの合法化、ユニバーサル医療保険、ユニバーサルベーシックインカム、銃武装の権利、言論の自由への支持を表明してきた。一方で、キャンセル・カルチャーや軍国主義には反対している。2020年にはバーニー・サンダースをサポートしていたが、2024年にはドナルド・トランプへのサポートを表明した。ローガンはポッドキャストで陰謀論やCOVID-19の誤情報の拡散や、誤情報や疑似科学を広めているゲストを招待してきたことで批判されている。

## 概要
1988年にボストン周辺でスタンダップコメディアンとして活動を開始する。
1994年にロサンゼルスに拠点を移しディズニーと契約。「ハードボール」(FOX)、「NewsRadio」(NBC)などのシチュエーション・コメディ番組に出演する。
1997年から「UFC」のインタビュアー、カラーコメンテーター（解説者）を務める。
2001年頃から「フィア・ファクター」(NBC)、「ザ・マン・ショウ」(コメディ・セントラル)、「ジョー・ローガン・クエスチョンズ・エヴリシング」(Syfy)などのテレビ番組を司会進行、プロデュースする。
2009年、当時まだ一般的ではなかったポッドキャストで、自身の番組「ジョー・ローガン・エクスペリエンス」を立ち上げると共に司会進行、プロデューサーを務める。
2020年5月、Spotifyとジョー・ローガン・エクスペリエンスの独占契約が結ばれたことが発表された。契約の詳細は非公開だが、契約金は2億ドル（約270億円）と報じられた。
2024年2月、Spotifyと新たに2億5000万ドル（約377億円）で契約を更新した。

## 来歴
ニュージャージー州ニューアークに生まれた。5歳のときに両親が離婚。7歳のとき、母親とともにカリフォルニア州サンフランシスコに移住した。11歳のとき、フロリダ州ゲインズビルに、その後、マサチューセッツ州ニュートンに移住し、1985年にニュートン南高等学校を卒業した。マサチューセッツ大学ボストン校に入学するが、無意味であると感じ直ぐに中退した。
リトルリーグで野球をやっていたが、10代前半で格闘技に興味を持ち、14歳で空手を始め、15歳からテコンドーを始めた。19歳でテコンドーの全米オープン選手権のライト級で優勝を果たし、マサチューセッツ州でも4年連続で優勝を果たすとテコンドーのインストラクターになった。アマチュアキックボクシングでも2勝1敗の戦績を残すが、頭痛のため21歳で競技者としては引退した。
ローガンはキックボクサーとしての将来を考えていたが、いつもローガンのジョークやものまねに笑わせられていた学校やテコンドー道場の友人達の勧めで、コメディアンの道を歩み始めた。
21歳のとき、6か月間ネタ作りと喋り方を練習した後、1988年8月27日に、ボストンのスティッチズ・コメディ・クラブでのオープンマイク（飛び入り参加）で初めてスタンダップコメディを披露した。スタンダップコメディ一本で生活していけるようになるまでは、格闘技のトレーナーや新聞配達、リムジンの運転手、建設作業員、私立探偵の手伝いなど、いくつかの仕事を掛け持ちしていた。
1994年、ロサンゼルスに拠点を移し、MTVのコメディ番組「ハーフアワー・コメディ・アワー」で初めて全国放送のテレビ番組に出演した。この出演は好評を博し、MTVから3年間の独占契約のオファーがあるなど、様々なテレビ局からオファーが舞い込むが、ローガンは交渉の結果ディズニーと契約した。
同年にFOXのシチュエーション・コメディ番組「ハードボール」で、初めて主要キャストとして出演した。またこの頃に、ハリウッドの有名コメディクラブ「ザ・コメディ・ストア」に、支配人のミッチ・ショアに誘われ有給でレギュラー出演するようになるが、ローガンはその後成功を収めると、同クラブに無料で13年間出演を続け、新しいサウンドシステムの購入費用を支払うなどした。
1995年から1999年まで、NBCのシチュエーション・コメディ番組「NewsRadio」に出演した。番組で共演していたフィル・ハートマンと友人になるが、ハートマンから結婚生活の悩みを打ち明けられ、ローガンは離婚をするよう何度も説得していたが、1998年にハートマンは自宅で妻によって殺害された。

### UFCと格闘技
1997年2月7日、UFC 12でバックステージインタビュアーを務め、これがUFCでの初めての仕事となった。しかし当時のギャラでは各地で開催される大会の旅費をカバー出来なかったことで約2年でUFCの仕事から一旦離れた。

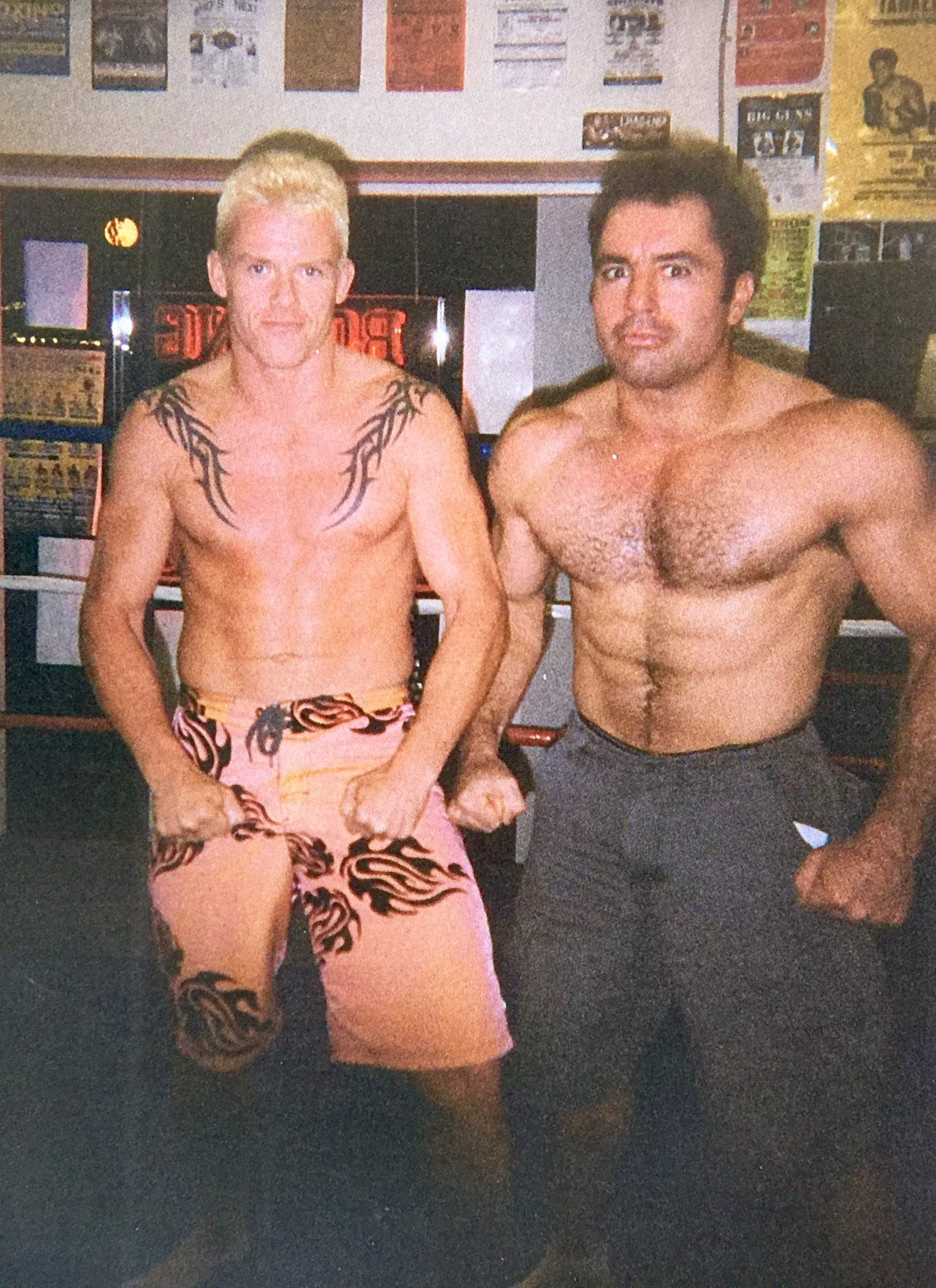
ジョー・ローガン（右、2002年）

2001年、観客としてUFCの大会へ足を運んでいたローガンは、UFCがズッファ体制となり、新代表のダナ・ホワイトと親しくなると、ローガンの総合格闘技への情熱と知識の豊富さを聞かされたホワイトからカラーコメンテーター（解説者）の依頼を受けるが、当初は「酒を飲みながら試合を楽しみたいだけなんだ」と仕事の依頼を断っていた。しかし2002年に入るとオクタゴンサイドの観戦チケットと引き換えにカラーコメンテーターの仕事を引き受け、15大会ほど無料でカラーコメンテーターを務めた後に、UFCと正式に契約を交わした。
1994年3月11日に開催されたUFC 2でのホイス・グレイシーの戦いを見て柔術に興味を持つと、1996年からカーウソン・グレイシーの道場でブラジリアン柔術を習い始め、2012年にジャン・ジャック・マチャドの下で黒帯を取得した。同時期にエディ・ブラボーの10thプラネット柔術アカデミーでも、ノーギスタイルの柔術の黒帯を取得しているが、この時に感激のあまり涙を流すローガンの様子がYouTubeで公開されている。
1999年、ワーナー・ブラザース・レコードとアルバム契約を結んだ。1999年12月、ボストンのファニエル・ホールで自身初のスタンダップコメディのアルバムを収録し、2000年8月に『I'm Gonna Be Dead Someday...』として発売された。この頃、自身のウェブサイトJoeRogan.netでブログの運営を開始し、スタンダップのネタ作りのため様々なトピックについて議論を交わすようになった。
2001年から2006年まで、NBCの視聴者参加型スタント/ゲーム挑戦番組「フィア・ファクター」で司会進行を務めた。この番組は高視聴率を記録し大きな成功を収めたが、FOXが同時間帯に放送していたアメリカン・アイドルとの視聴率争いに敗れ、シーズン4（2004年）以降視聴率が低下して、2006年に放送されたシーズン6で打ち切りとなった。
2003年8月からコメディ・セントラルの「ザ・マン・ショウ」で共同司会者を務めたが、番組プロデューサーと意見の相違が生じて2004年に番組が終了した。
2005年、俳優のウェズリー・スナイプスから総合格闘技での対戦を挑まれ、ローガンは試合を受け5か月間トレーニングをしていたが、スナイプスが脱税容疑でアメリカ合衆国内国歳入庁から告発されたため試合は中止となった。
ローガンは元々シチュエーション・コメディ番組で同じ役を演じることに飽き、金を稼ぐためと割り切ってやっていたが、さらにやる気が低下し、ネタ作りに取り組む気力も無くなったため、スタンダップコメディのキャリアに集中するようになった。そしてローガンは、テレビで稼いだ金で2人のスタッフをフルタイムで雇い、スタンダップコメディのツアーや公演の様子を撮影して、自身のウェブサイト「JoeShow」でそのビデオクリップを公開するようになった。
2005年5月、エンデバー・タレント・エージェンシーと契約を結んだ。その2か月後、アリゾナ州フェニックスでスタンダップコメディの特別番組『Joe Rogan: Live』を撮影し、2007年にShowtimeで放送された。
2005年、自身のウェブサイトのブログに、コメディアンのカルロス・メンシアはジョークの盗作者で、メンシアが多くのコメディアンからジョークを盗用したと告発するエントリーを投稿した。ローガンはこのメンシアが他のコメディアンのジョークを盗用しているという告発を1993年から行っていた。
2007年2月10日、ローガンはザ・コメディ・ストアの舞台上でメンシアと対決し、メンシアの盗作行為を非難した。 ローガンは、ジョージ・ロペス、ボブ・レヴィ、ボビー・リー、アリ・シャファーといった他のコメディアンからの音声やビデオクリップと共に、対決の動画をYouTubeに投稿した。その後、ウィリアム・モリス・エージェンシーと契約した。
2006年9月にサンフランシスコのコッブズ・コメディ・クラブでコメディ・アルバムを収録し、2007年4月にコメディ・セントラル・レコードから『Shiny Happy Jihad』として発売された。 
2009年1月、CBSの番組「ゲーム・ショウ・イン・マイ・ヘッド」で司会進行を務めた。
2011年、復活した「フィア・ファクター」の司会進行を務めた。
2013年、Syfyの「ジョー・ローガン・クエスチョンズ・エヴリシング」で司会進行を務めた。

## ジョー・ローガン・エクスペリエンス
「ジョー・ローガン・エクスペリエンス」は、ローガンが2009年12月24日から始めたポッドキャスト番組。ゲストを招いての対談・討論形式の番組で、時事問題、コメディ、政治、宗教、哲学、科学、格闘技、趣味、その他多数のトピックについて議論し、1つのエピソードで3、4時間の長時間になることもある。ゲストはコメディアン、科学者、ジャーナリスト、格闘家、俳優、起業家、ミュージシャン、政治家、スポーツ選手など多岐にわたる。
著名なゲストは、ドナルド・トランプ、ドウェイン・ジョンソン、ロバート・ダウニー・ジュニア、マイリー・サイラス、イーロン・マスク、マーク・ザッカーバーグ、バーニー・サンダース、エドワード・スノーデン、ジャック・ドーシー、ジェイミー・フォックス、ケヴィン・ハート、スヌープ・ドッグ、カニエ・ウェスト、ウィズ・カリファ、ジェイムズ・ヘットフィールド、スティーヴン・タイラー、アンソニー・キーディス、ポスト・マローン、デイヴ・シャペル、ビル・マー、グラハム・ハンコック、サドグル、マイク・タイソン、ランス・アームストロングなどが出演している。
ローガン自身は政治的に左派寄りだが、ゲストには左派も右派も招いている。2020年には民主党のバーニー・サンダースの支持を表明し、サンダースの他にも同じ民主党のトゥルシー・ギャバードなどをゲストに招いているが、新型コロナウイルス感染症が世界的に感染拡大した2021年あたりから右派寄りになってきているとの指摘もあり、2024年には共和党のドナルド・トランプの支持を表明した。
エジソン・リサーチの2024年10月の調査によると、ジョー・ローガン・エクスペリエンスのリスナーの80％は男性で、リスナーの51％は18歳から34歳。政治的には、32％が共和党支持者で、27％が民主党支持者、35％が無党派またはその他となっている。
元々はローガンのスタンダップコメディのツアーや公演の様子を撮影・編集したビデオクリップをウェブサイトで公開していたが、ファンからのより早く配信されることを望む要求が高まったことで、ツアーの楽屋などからJustin.tvでライブ配信するようになったのが始まりで、その後ローガンの自宅からライブ配信するようになり、音声部分をダウンロード可能なポッドキャストとしてリリースするようになった。
番組開始当初はUstreamでライブ配信していた。2013年1月からYouTubeのローガンのチャンネル「PowerfulJRE」で配信を開始。その後、YouTube以外にもApple Podcastなどでの配信が開始されたが、2020年12月からはSpotifyでの独占配信となり、ダイジェスト版がYouTube（PowerfulJRE）で配信されていた。2024年2月以降は独占配信ではなくなりSpotify以外にも、YouTube（PowerfulJRE）やApple Podcastなどで配信されている。
収録場所は、カリフォルニア州のローガンの自宅から、2012年11月以降ロサンゼルスのプライベートスタジオに移り、2021年頃からローガンが移住したテキサス州オースティンのスタジオで行われている。
ジョー・ローガン・エクスペリエンスのSpotifyの登録者数は1450万人で、2位のTED Talks Dailyのほぼ3倍の登録者数がおり、Spotifyが発表している世界で最も人気のあるポッドキャスト番組で2021年から3年連続で1位になっている。

### 来歴

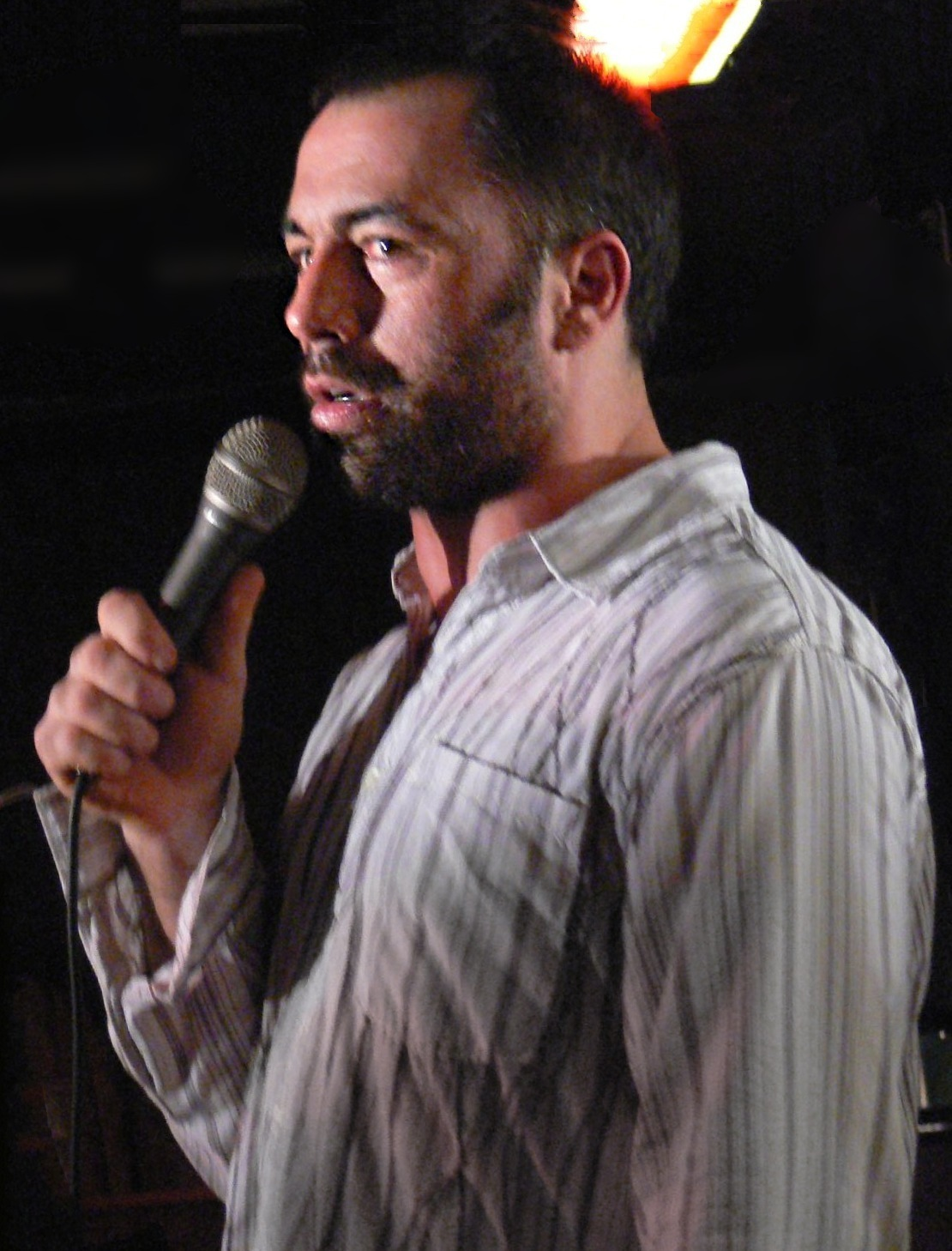
ジョー・ローガン（2011年）

最初のエピソードは2009年12月24日にライブ配信され、開始当初はUstreamで毎週ライブ配信していた。
2010年8月頃までにジミ・ヘンドリックス・エクスペリエンスへのオマージュとして現在の番組名ジョー・ローガン・エクスペリエンスとなった。
2011年5月、シリウスXMラジオと契約を交わし、同局の無検閲のトーク番組ジ・ウイルスでの配信を開始。
2013年1月、YouTubeのチャンネルPowerfulJREで配信されるようになった。
2019年、2020年アメリカ合衆国大統領民主党予備選挙においての民主党大統領選候補トゥルシー・ギャバードおよびアンドリュー・ヤンがゲスト出演後に、人気および選挙献金が急上昇した。同じくゲスト出演したバーニー・サンダースは、ローガンが番組中に「私はおそらくバーニーに投票すると思う」と発言したビデオクリップを自身の選挙キャンペーンで使用した。
2020年5月、Spotifyとジョー・ローガン・エクスペリエンスが推定2億ドル（約270億円）で独占配信契約を交わしたことが発表される。発表の翌日Spotifyの株価は7％上昇した。YouTubeと並行して2020年9月からSpotifyでの配信が開始され、2020年12月からはSpotifyのみの独占配信となった。
Spotifyに移行した際、アレックス・ジョーンズやマイロ・ヤノプルス、ギャヴィン・マキニス、クリス・デリア、トミー・チョン、ジョーイ・ディアス、ジョーダン・ピーターソンの娘のミカイラ・ピーターソンをゲストに迎えた回など約42のエピソードがSpotifyの意向により移行されなかった。
2024年2月、Spotifyと新たに2億5000万ドル（約377億円）で契約を更新した。この際にSpotifyの独占配信ではなくなり、再びYouTubeやApple Podcastなどの他のプラットフォームでも配信されるようになった。
2024年10月25日、2024年アメリカ合衆国大統領選挙の選挙終盤に前大統領ドナルド・トランプがジョー・ローガン・エクスペリエンスに出演。ポッドキャスト公開から24時間でYouTubeだけで2600万回以上視聴された。しかし、ローガンはYouTubeでこの動画が検索できなくなったとして、Spotifyの許可を取り10月29日に自身のXでも動画を公開し、2日間で1840万回以上視聴された。

### フォーマット
ジョー・ローガン・エクスペリエンスは、「メイン」: 通常のエピソード、「JRE MMA ショー」: 格闘家をゲストに迎えるエピソード、「ファイト・コンパニオン」: ライブ配信のエピソード、と3種類のフォーマットに分かれている。

### ジョー・ローガン・エクスペリエンスでのトラブル
2018年9月6日、ジョー・ローガン・エクスペリエンスの番組中に、テスラCEOのイーロン・マスクがマリファナを喫煙し、番組収録が行われたカリフォルニア州ではマリファナは合法だったが、経営者としての資質が疑問視され、翌日にテスラの株価が一時、前日比約10％下落した。
2021年4月27日、ローガンが番組において、「21歳ぐらいで、健康で、常に運動をしていて、若くてよく食べているなら、（新型コロナウイルスの）ワクチン接種を受ける必要はない」と発言をしたところ、この発言がアンソニー・ファウチやケイト・ベディングフィールドなどから批判された。この批判に対してローガンはファウチの見解には「正当な科学」の根拠があることを認め、自身は医師ではないため自身の見解は「尊敬される情報源」として受け取られるべきではないと強調した。
2022年1月、ジョー・ローガン・エクスペリエンスにおいて、ワクチン懐疑論者のロバート・W・マローン博士やピーター・マカロー博士をゲストに迎えたエピソードなどが、新型コロナウイルスのワクチンに関する誤情報を拡散しているとして批判され、270人以上の科学者、医師、教育者、医療従事者から連名で「虚偽かつ社会的に有害な主張」とする抗議の公開書簡がSpotifyに送付され、ミュージシャンのニール・ヤングやジョニ・ミッチェルなどがSpotifyから楽曲を撤退（デヴィッド・クロスビーやグラハム・ナッシュもSpotifyから楽曲を撤退するが数か月で復帰している。ニール・ヤングも後に復帰）する事態に発展した。この騒動の影響によりSpotifyの株価は一時12％ほど下落するが、ローガンが「私は誤った情報を促進するつもりもなければ、議論を呼ぼうとしているつもりもありません。主流派とは異なる意見を聞きたかっただけ。今後はそういうゲストを招いた後には主流派も招いて、バランスを取るのに最善を尽くしていく」と、物議を醸す人物をゲストに招いた意図と今後の対応を説明する声明を出し、Spotifyも新たなコンテンツポリシーを作成して、「新型コロナウイルスに関する内容を含むポッドキャストへの注意喚起の表示」などの対応を取ることを発表すると、株価は13％以上急伸した。
しかし直後に、この騒動に乗じる形で、ローガンがSpotify移行前（2020年5月以前）のジョー・ローガン・エクスペリエンスにおいて、Nワードを使用している編集された切り抜き動画がSNS上で拡散され、ローガンは「遺憾で恥ずべき（言葉だった）」と謝罪する一方で、「私は人種差別主義者ではないし、コンテンツは人種差別についての話ではなかった」と、切り抜き動画は文脈から切り離されたもので人種差別のために言った言葉ではないと弁明した。この影響により、ワクチン懐疑論者の博士がゲスト出演したエピソードなど騒動の元となった新型コロナウイルス関連のエピソードは削除されなかったが、ローガンの意向により、Nワードを使用したエピソードを中心に、Spotify移行前の2009年から2018年までの70以上のエピソードがSpotifyから削除された。なお、イスラエル・アデサンヤ、マイケル・チャンドラー、アルジャメイン・スターリング、フランク・エドガー、ダレン・ティル、マルロン・ヴェラ、ベン・アスクレンなど黒人選手を含む多くのUFC選手がローガンを擁護するコメントを出している。なお、UFC社長のダナ・ホワイトはローガンに電話をかけ、もしローガンがUFCを追放されるようなことがあれば自分もUFCを辞めると伝えている。
また一部でボイコット運動などが起きたが、2022年4月下旬に発表されたSpotifyの第1四半期の決算で、有料プランのSpotify Premiumの契約者数が前年同期比で15%増加したことが発表され、ローガンも自身のSpotifyの登録者数が騒動の最中に大幅に増えたことに言及した。

## 人物・エピソード
- 2009年に元カクテルウェイトレスのジェシカ・ディッツェルと結婚した。2008年と2010年に生まれた2人の娘がいる。またディッツェルの連れ子の娘も1人いる。
- 2003年からカリフォルニア州ベル・キャニオンに定住し（2008年にコロラド州ゴールド・ヒルに移住したが、4か月後にディッツェルが妊娠したため南カリフォルニアに戻った）、2018年に約500万ドルで新しい家を購入した。2020年にテキサス州オースティンのオースティン湖畔にある1400万ドルの家に引っ越した。
- ローガンは、2021年にユニリーバに売却された、サプリメント及びフィットネス会社「Onnit」の共同創設者である。
- ローガンは、テキサス州オースティンのコメディクラブ「コメディ・マザーシップ・コメディ・クラブ」のオーナーでもある。
- 手足に尋常性白斑を患っている。
- 熱心な狩猟家であり、集約畜産や食用に育てられた家畜の虐待から脱却しようとする「Eat What You Kill（自分が殺したものを食べる）」運動に参加している。
- 大麻の合法化された使用を支持しており、大麻には多くの利点があると信じている。
- 感覚遮断やアイソレーション・タンクの使用に興味を持っていると述べている。
- カトリック教徒として育てられ、小学1年生からカトリック学校に通ったが、それ以来組織的宗教を放棄し、自身を不可知論者と呼んでいる。
- ローガンは、総合格闘技の試合を含む女性スポーツに参加するトランスジェンダー女性を率直に批判している。
- 2019年10月に、一度も会ったことはないが、マイ・ケミカル・ロマンスのメンバーであるジェラルド・ウェイとマイキー・ウェイがいとこであることを明かした。

### 新型コロナウイルス、ワクチンに対するスタンス
ローガンは、新型コロナウイルスのワクチンは安全であり危険にさらされている人はワクチン接種を受けるべきと度々発言するなど、反ワクチンの立場は取っていないが、ワクチン接種を受ける選択に自主性を持つべきという見解や、若者のワクチン接種の必要性に関して一貫して懐疑的な立場を崩さずにいる。また、感染対策としてのマスクなどの着用に疑問を投げかけ、長年住んでいたロサンゼルスを離れ、比較的新型コロナウイルスへの規制が緩いテキサス州へ移住している。

### 主流メディアとの対立
主流メディアと意見や見解が対立することが少なくないが特にCNNとは何度も対立しており、2021年9月1日にローガン自身が新型コロナウイルスに感染して、医師からの処方でイベルメクチン、モノクローナル抗体、プレドニゾン、アジスロマイシンなどの薬を併用して回復（9月3日にウイルス検査で陰性）した際には、ローガンは人間用のイベルメクチンを服用したのにもかかわらず、CNNは「家畜用医薬品」を使用したと印象付けるような報道をした。後にCNNの首席医療特派員であるサンジェイ・グプタがジョー・ローガン・エクスペリエンスに出演して、CNNはローガンが家畜用医薬品を服用したかのように報道するべきでなかったと述べた。
ローガンは、こうした主流メディアからの批判に対して、「答えは私を黙らせることでなはない。答えはあなた達がより良くなることだ。答えはあなた達ががより良い議論をすることだ」と発言している。

## 政治

### 姿勢
- 2020年にCNNはローガンを「リバタリアン寄り」と評した。
- ローガンは、自分自身をソーシャル・リベラルだと述べており、同性結婚、同性愛者の権利、女性の権利、娯楽用薬物の合法化、国民皆保険、ベーシックインカムを支持しているが、武装権とアメリカ合衆国憲法修正第2条も支持していると述べている。
- ローガンは、自身を言論の自由の強力な支持者であると述べており、キャンセル・カルチャーや、テレビや映画業界における右派的見解を持つ人々に対する抑圧であるとローガンが認識しているものを批判している。
- ローガンは、2012年のアメリカ大統領選挙でロン・ポールを支持し、2016年のアメリカ大統領選挙ではリバタリアン党候補のゲーリー・E・ジョンソンに投票した。2020年の民主党大統領予備選ではバーニー・サンダースを支持したが、サンダースが選挙戦から撤退すると、本選挙ではリバタリアン党候補のジョー・ジョーゲンセンに投票した。
- ローガンは、カナダのジャスティン・トルドー首相に反対し、「クソ独裁者」と呼び、カナダを「共産主義」と呼んだが、カナダの政治制度については「全く理解していない」と認めた。ローガンはまた、新型コロナウイルス感染症のパンデミックが起こる前はトルドー首相が好きだったと述べた。ローガンはまた、ロシアのウラジーミル・プーチン大統領を「悪」と呼んだ。
- 2024年3月26日、ローガンはイスラエルのガザ地区での行動を「ジェノサイド」と表現した。

### 2020年の大統領選挙
ローガンは、民主党のトゥルシー・ギャバードを公に支持し、2020年のアメリカ大統領選挙に立候補するよう奨励した。2020年1月21日、2020年の大統領民主党予備選挙で"おそらく"バーニー・サンダースに投票するだろうと述べた。サンダースは自身の選挙キャンペーンでこのローガンからの支持を宣伝したが、同僚の民主党議員から批判された。
サンダースが選挙戦から撤退した後、ローガンは「バイデンではなくトランプに投票する」と述べ、「（バイデンは）何もできないと思う」と付け加えた。ローガンは、投票日直後に78歳になるバイデンにはアメリカを運営するのに必要な認識能力が欠けており、大統領職の重圧に対処できないのではないかと懸念していると主張した。ローガンはバイデンの失言を批判し、「ハイでもない限り、通常のコミュニケーション方法ではない」と述べた。またローガンは、「私にとってバイデンは、電池が切れた懐中電灯を持って森の中を長いハイキングに行くようなもので、良い結果にならない、うまくいかない」と述べたが、トランプはこのローガンの切り抜き動画をTwitterでリツイートした。
ローガンは、メディアの偏向報道を避けるためとして、トランプとバイデンとの4時間の討論会を開き司会を務めることを申し出た。この提案にトランプ大統領は「私はやる」と引用リツイートで返信した。オンライン署名収集ができるウェブサイトであるChange.orgで「2020年の大統領討論会の司会者にジョー・ローガンを選出する」ための署名活動が開始され、30万を超える署名が集まった。
ローガンはその後、大統領選挙投票日の夜に行ったポッドキャストのライブ配信で、リバタリアン党候補のジョー・ジョーゲンセンに投票したことを明らかにした。

### 2024年の大統領選挙
ローガンは2022年には自身を「情け深いリベラル」と呼び、共和党を同性結婚や中絶問題で批判すると共に、前大統領のドナルド・トランプを「民主主義を脅かす実在的な脅威」と批判し、トランプの支持者を増やす「助け」になるつもりはないとして、トランプをジョー・ローガン・エクスペリエンスに出演させることを拒否していた。その後も何度もトランプから出演依頼があり、トランプがUFCの観戦に訪れた2023年7月のUFC 290では握手を交わすなどしていたが、ローガンはトランプを「大人の赤ちゃん」と呼び出演依頼を全て断っていた（ただし、ローガンは、民主党のジョー・バイデン、エリザベス・ウォーレン、ピート・ブティジェッジらからの出演依頼も断っている）。
2024年初め頃のジョー・ローガン・エクスペリエンスで、ローガンは自分はもはやリベラルとはみなせないと述べて、「私はかつて青いバブルの一部で、ロサンゼルスに住む、完全に左派の人間だった。これまで一度も共和党に投票したことがありません」と語り、犯罪や子供のジェンダー肯定ケアについての政策のため民主党とは同調しないと述べ、政治的に現在は「中道」にいると考えていると述べた。
2024年アメリカ合衆国大統領選挙において、ローガンは当初は大統領返り咲きを狙い共和党大統領候補となったドナルド・トランプではなく、無所属で出馬していたロバート・ケネディ・ジュニアへの支持を示唆していたが、ケネディ・ジュニアが選挙戦から撤退してトランプ支持を表明し、トランプがペンシルベニア州の集会で暗殺未遂事件（ドナルド・トランプ暗殺未遂事件）に遭い生き延びたことを受けて、トランプを番組に招くことについて再考すると、大統領選挙直前となる投票日から11日前の10月25日に公開されたジョー・ローガン・エクスペリエンスで、トランプをゲストに招いて3時間におよぶインタビューを行なった（この時にはローガンは自身は「政治的にホームレス」として、トランプへの支持を否定していた）。SpotifyやX、Apple Podcastなどでも公開されたこのポッドキャストは反響を呼び、公開から24時間でYouTubeだけで2600万回以上視聴された（民主党大統領候補のカマラ・ハリスにも出演をオファーしたが、ハリスが指定した場所にローガンが出向く、インタビュー時間は1時間のみ等の制限をかけられたため実現しなかった）。そして、ローガンは大統領選挙投票日の前夜となる11月4日夜にSNSに「彼（イーロン）は、私が思うに、トランプを支持する最も説得力のある主張を展開しており、私はあらゆる点で彼に同意する」と投稿し、同日に公開されたジョー・ローガン・エクスペリエンスにゲスト出演したイーロン・マスクの話を聞いたことが自身がトランプ支持となったきっかけとなったと述べると共に、トランプ支持を公式に表明した。ローガンの番組に対するトランプとハリスの対応の差が、最終的に大統領選挙の勝敗を左右した要因の一つとなったとも評価されている。

## 出演

### テレビ番組
- ハードボール（1994年）
- NewsRadio（1995年-1999年）
- マッドTV!（1996年）
- UFC（解説者、2002年-現在。インタビュアー、1997年–2002年）
- フィア・ファクター（2001年-2006年、2011年–2012年）
- ザ・マン・ショウ（2003年-2004年）
- ラスト・コミックス・タンディング（2003年–2007年）
- ゲーム・ショウ・イン・マイ・ヘッド（2009年）
- ジョー・ローガン・クエスチョンズ・エヴリシング（2013年）

### 映画
- マペットのメリー・クリスマス（2002年）
- Mr.ズーキーパーの婚活動物園（2011年）
- 闘魂先生 Mr.ネバーギブアップ（2012年）
- ブライト（2017年）

### コメディ特別番組
- I'm Gonna Be Dead Someday ...（2000年）CD
- Voodoo Punanny（2000年）CDシングル
- Live from the Belly of the Beast（2001年）DVD
- Joe Rogan: Live（2006年）Showtime、DVD、Netflix
- Shiny Happy Jihad（2007年）CD
- Talking Monkeys in Space（2010年）Spike TV、CD、DVD
- Live from the Tabernacle（2012年）コメディ・セントラル
- Rocky Mountain High（2014年）コメディ・セントラル
- ジョー・ローガンの閲覧注意! (2016年) Netflix
- ジョー・ローガンの可笑しな時代 (2018年) Netflix
- ジョー・ローガンの前進あるのみ (2024年) Netflix